# ザムトゲマインデ・ローデンベルク
ザムトゲマインデ・ローデンベルク (ドイツ語: Samtgemeinde Rodenberg) は、ドイツ連邦共和国ニーダーザクセン州シャウムブルク郡の、ローデンベルクを首邑とするザムトゲマインデ（集合自治体）である。

## 地理

### 位置
このザムトゲマインデは、ハノーファーの南西、ダイスター連山、ジュンテル山、ビュッケベルクの間に位置するダイスター＝ジュンテルタールに位置している。連邦道B442号線、B65号線、アウトバーンA2号線（ラウエナウ・インターチェンジ）を経由してハーメルンやハノーファーへの交通の便がよい。ローデンベルガー・アウエ川といくつかの小川がこのザムトゲマインデを流れている。

### 構成市町村
- アーペレルン（グロース・ヘーゲスドルフ、クラインヘーゲスドルフ、リーレン、ラインスドルフ、ゾルドルフの集落を含む）
- ヒュルゼーデ（マインゼン、シュマリーの集落を含む）
- ラウエナウ（フェッゲンドルフ集落を含む）
- メッセンカンプ（アルテンハーゲン II 集落を含む）
- ポーレ
- ローデンベルク（アルゲスドルフ集落を含む）

## 歴史
ザムトゲマインデ・ローデンベルクはニーダーザクセン州の地域再編により1974年に創設された。このザムトゲマインデに含まれる6つの自治体は、かつて廃止されたシュプリンゲ郡（ヒュルゼーデ、ラウエナウ、メッセンカンプ、ポーレ）とシャウムブルク郡（アーペレルン、ローデンベルク）に属していた。この他の小さな町村は廃止され、大きな自治体に合併した。

## 行政

### 議会
このザムトゲマインデの議会は、32議席からなる。

### 首長
ザムトゲマインデ長は2014年からゲオルク・フダラ (CDU) が務めている。

## 文化と見所

### 博物館
ラウエナウとローデンベルクに郷土博物館がある。

### 建造物
- アーペレルン
  - 2棟指揮のホール教会（1162年頃建造）
  - ミュンヒハウゼン城（1561年建造）
  - ハンマーシュタイン城（1696年建造）
- ヒュルゼーデ
  - 聖エギディーン教区教会（1440年頃建造）
  - ヴェーザールネサンス様式の水城（1529年 - 1548年建造）
- ラウエナウ
  - シュヴェーデンスドルフ城（ミュンヒハウゼン騎士家によって1596年から1600年に建造された）
  - マイゼンブーク城（ツェルセン家によって1610年に建造された）
  - 聖ルーカス教会（有名な教会建築家コンラート・ヴィルヘルム・ハーゼの設計に基づき1875年頃に建設された）
  - 水城（ヴェルフェン家によって1190年頃に建設された）
- ローデンベルク
  - 修復された砦を持つ城郭施設
  - ハイスター城
  - ローデンベルクの風車は1861年に建設され、現在はこの都市の象徴的建造物となっている。

### 公園
- ラウエナウには様々な樹木を有する小さな公園がある。
- ローデンベルクの市民公園

### 自然文化財
- 自然文化財のクリュッペルブーヒェは、樹齢約200年のジュンテルブーヒェ（ヨーロッパブナの仲間）である。ヒュルゼーデ近郊のジュンテル山にはこの珍しい木が7本ある。
- ラウエナウのフォルクスパークには、この地域最大で、最も古いジュンテルブーヒェがある。

### スポーツ
このザムトゲマインデを構成する各市町村にはそれぞれ1つまたは複数のスポーツクラブがある。ラウエナウのクラブ「ヴィクトーリア・ラウエナウ」は会員数1,400人以上の、この地域最大のスポーツクラブである。4市町村には射撃クラブがある。この他、ラウエナウの産業パークには格闘技センター（道場）やアーチェリー場があり、祝祭ホール「ゼーゲヴェルク」にはシャウムブルク初で唯一のブール場がある。

### 年中行事
- ラウエナウ消防団主催で祝祭ホール「ザーゲヴェルク」で行われる「5月のダンス」（4月末）
- フェッゲンドルフの坑道祭（5月）
- ラウエナウ流通パークのトラック運転手祭（隔年5月）
- アーペレルンの謝肉祭（6月）
- ラウエナウの真夏の夜のフェスタ
- ローデンベルクの市民射撃祭（7月中旬）
- ローデンベルクのキンケルダイ・フェスト（8月）
- ラウエナウのフレッケン・パーティー（夏期休暇の終わり）
- ラウエナウの水城で行われる鉱石・化石交換会（8月末）
- ラウエナウ祝祭ホール「ゼーゲヴェルク」で行われる10月祭
- ローデンベルクのマルティーニ・マーケット（11月の第1火曜日）
- アーペレルン、ラウエナウ、ローデンベルクのクリスマスマーケット
- ラウエナウ祝祭ホール「ゼーゲヴェルク」での大晦日の舞踏会

### 定期的な展示会
ラウエナウの産業パークは町の文化的中心となっている。ここでは定期的に「シャウムブルクの芸術家たち」がその作品を展示している。イス博物館や、芸術家 innen のプロジェクトである "femmerArt"もここに招かれた。すぐ隣には定期的に開放されるアトリエがある。

## 経済と社会資本

### 交通
アウトバーンA2号線がこのザムトゲマインデを2つの分断するように走っている。インターチェンジはラウエナウと隣のバート・ネンドルフにある。また、連邦道B65号線がザムトゲマインデの北の境界をなしている。さらに北から南に連邦道B442号線が通っている。ハーメルンや空港のある州都ハノーファーへはそれぞれ30分で到達できる。

### 地元企業
このザムトゲマインデの産業地区には数多くの企業がある。ローデンベルクの出版社オッペルマンは全ドイツの製品をここで生産し、4つの週刊紙を刊行している。ローデンベルクのKTR社は合成樹脂技術の専門企業である。A2号線に直結するラウエナウの流通パークには流通業のGEFCOがあり、6,500 m2のヤードにドイツ全土に荷物が運ばれてくる。同じ流通パークの近くにはラウエナウ・トラック・センターがある。

### 公共機関
- ラウエナウには鉱泉があり、この源泉からミネラルウォーターが供給されている。ローデンベルクには屋外プールがある。
- 各市町村にスポーツ施設があり、ラウエナウとローデンベルクには大きな競技場と体育館がある。

### 教育
- 基礎課程学校 2校
- ローデンベルク本課程・実科学校

## 人物

### ゆかりの人物
- ゾフィー・ドロテー・フォン・ハノーファー（1630年 - 1714年）イギリス王ジョージ1世の王妃。ケーニヒスマルク伯フィリップとの恋愛関係が発覚した後、一時期ラウエナウ城に幽閉された。
- マルヴィーダ・フォン・マイゼンブーク（1816年 - 1903年）女流作家、女権論者。ラウエナウに住んだ。リヒャルト・ワーグナーやフリードリヒ・ニーチェと親交があった。

## 引用
1. ↑  Landesamt für Statistik Niedersachsen, LSN-Online Regionaldatenbank, Tabelle A100001G: Fortschreibung des Bevölkerungsstandes, Stand 31. Dezember 2023